# Ден-Горн
Ден-Горн (нід. Den Horn, нід. вимова: [dɛn ˈɦɔrn]) — село в нідерландській провінції Гронінген. Входить до муніципалітету Вестерквартір. Його населення станом на 2021 рік складало 710 осіб.

## Визначні уродженці
- Мелвін Твеллар (1996) — нідерландський веслувальник, срібний призер Олімпійських ігор 2020 року.

## Галерея

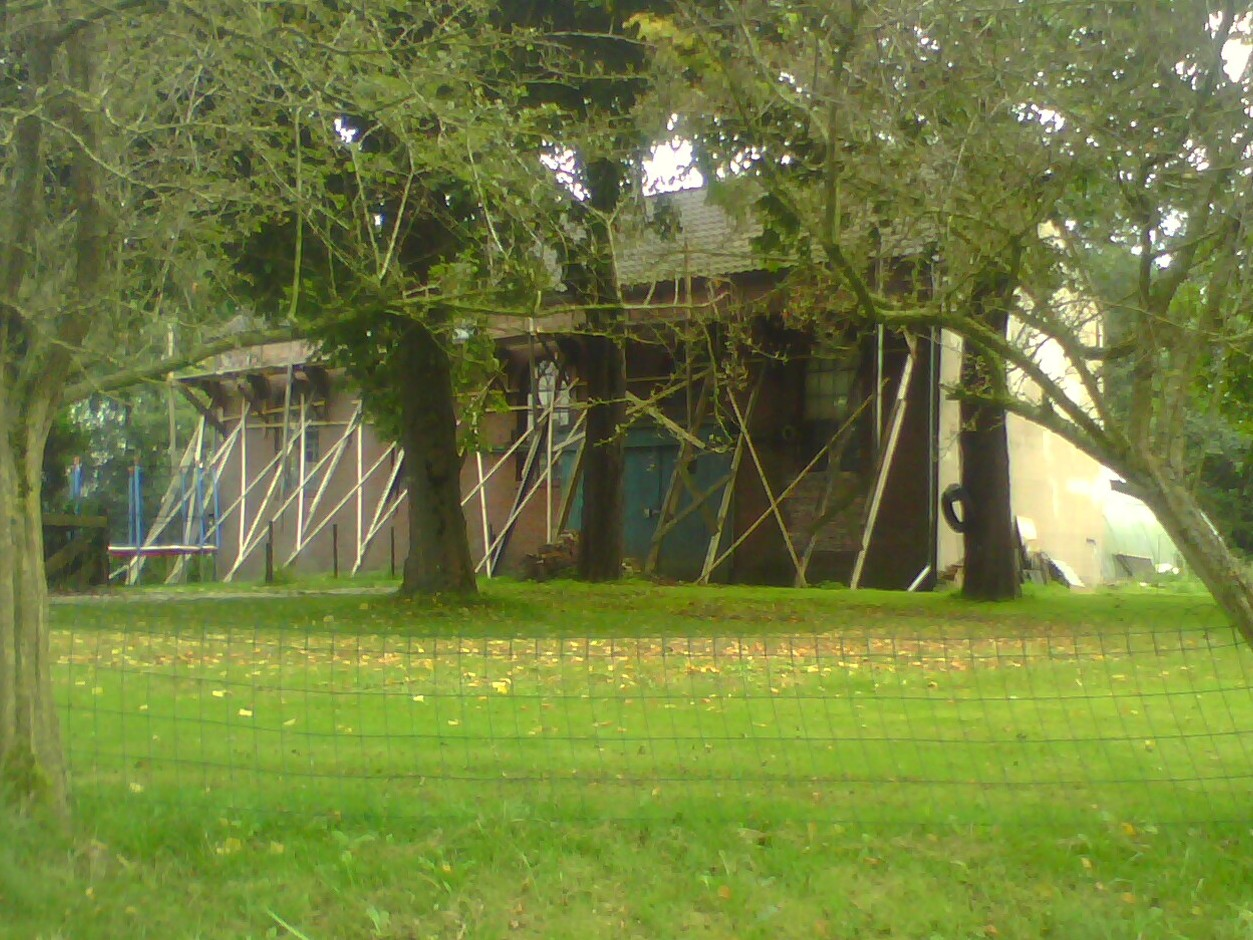
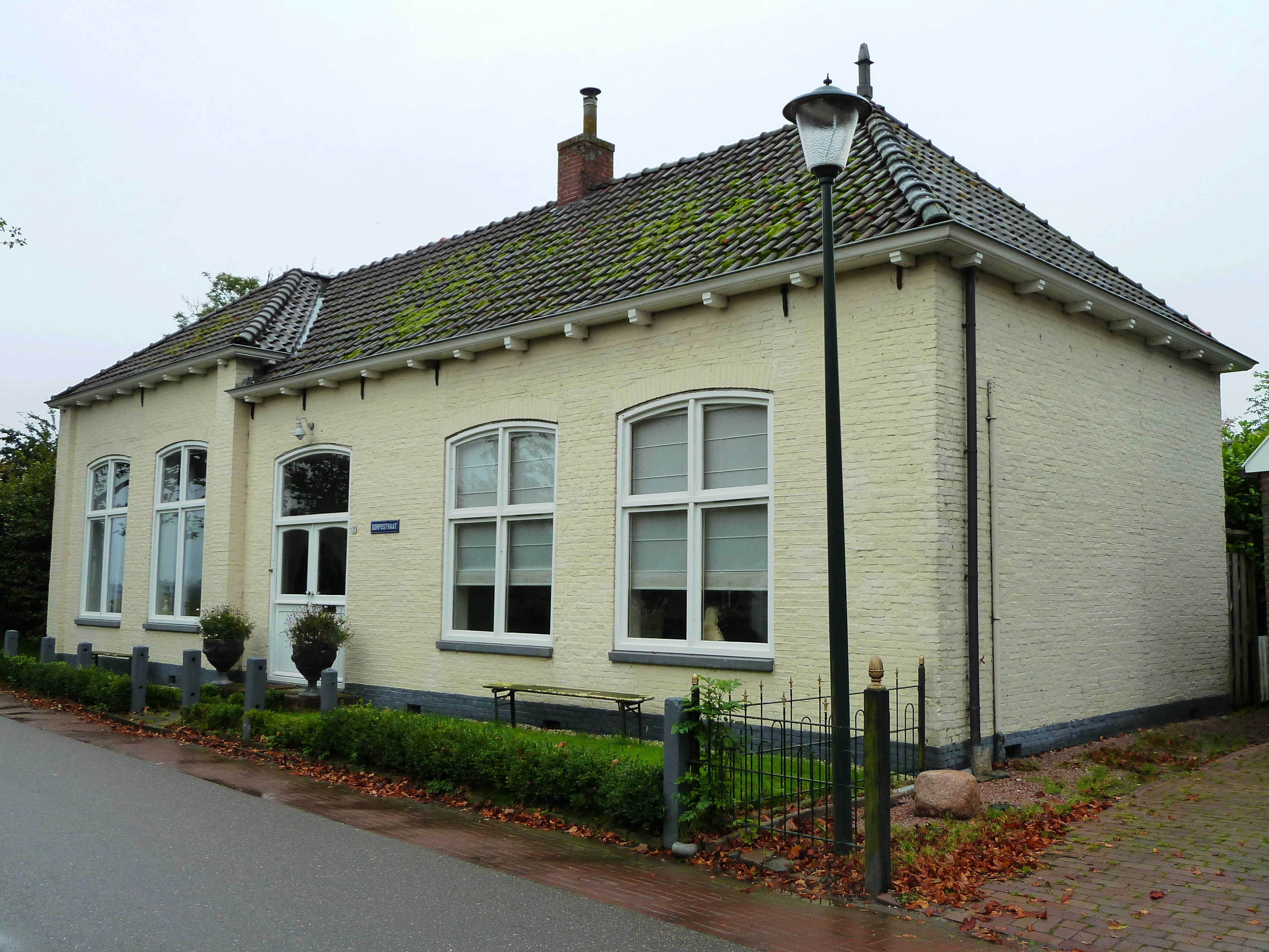
Приміщення колишньої школи
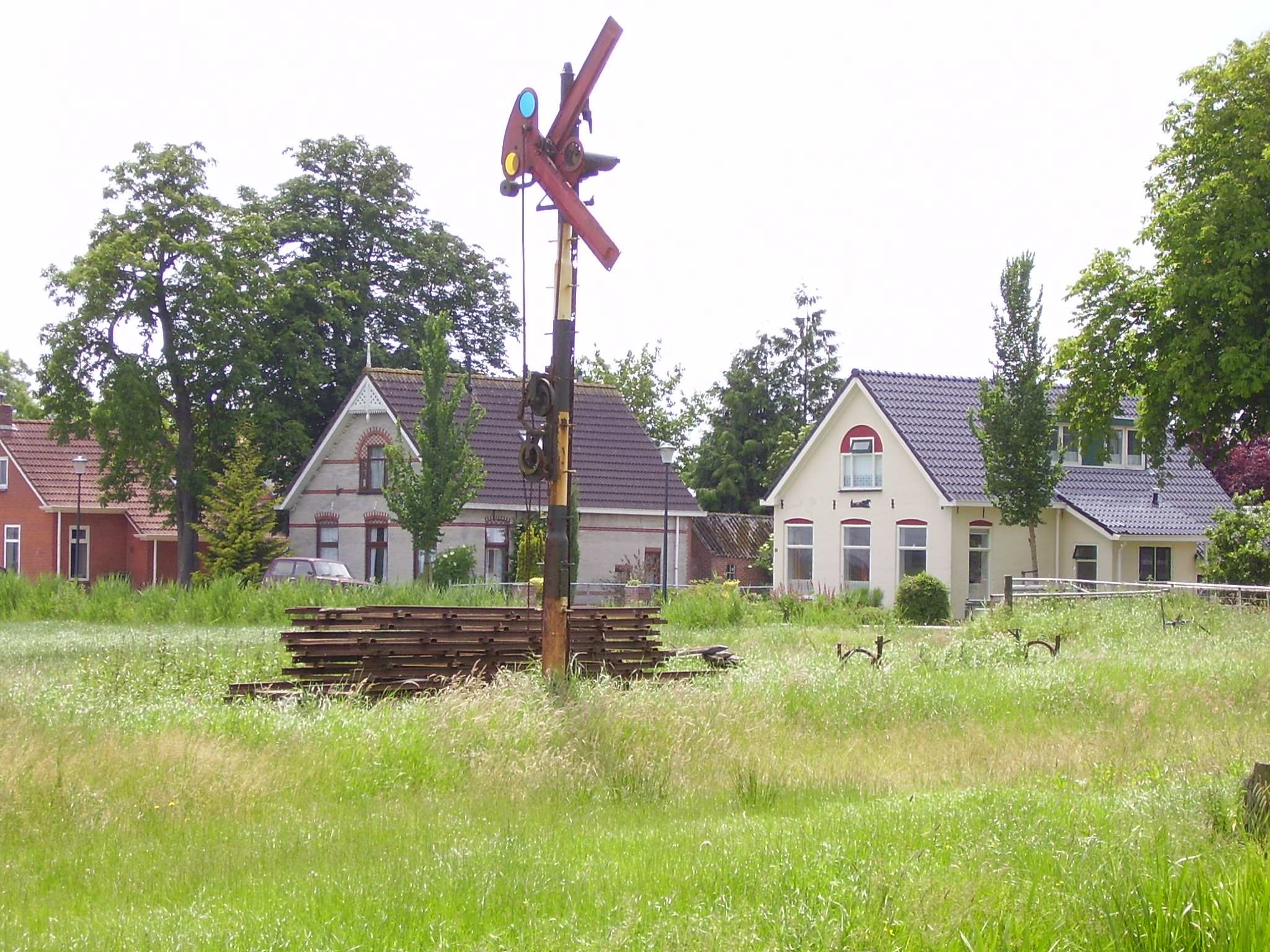